# Leroy Chiao
Leroy Norman Chiao est un astronaute américain né le 28 août 1960.

## Vols réalisés
- Columbia STS-65, (1994)
- Endeavour STS-72, (1996)
- Discovery STS-92, (2000)
- 14 octobre 2004 : il rejoint la Station spatiale internationale par le vol Soyouz TMA-5 en tant que membre de l'Expédition 10.

## Divers
En 2004, il est devenu le premier Américain à voter pour une élection présidentielle américaine depuis l'espace.